# Атлас, Пётр Матвеевич
Пётр Матвеевич Атлас (1926 — ?) — инженер-механик, конструктор средств пневмоавтоматики для управления дискретными процессами в различных отраслях промышленности, лауреат Ленинской премии (1964).
После окончания МИФИ (1948) до 1953 г. работал инженером, старшим инженером в системе Главного управления кораблестроения ВМФ МО.
С 1953 г. в Москве на заводе точного приборостроения «Тизприбор», с 1962 главный конструктор.
Участвовал в создании и освоении на заводе «Тизприбор» агрегатной унифицированной системы элементов промышленной пневмоавтоматики — УСЭПП (1957), ставшей основной элементной базой советского пневматического приборостроения.
В начале 1970-х гг. разработал систему «Старт» — систему приборов, собранных из стандартных элементов УСЭПП.
Кандидат технических наук (1974). Диссертация:
- Разработка и исследование системы средств циклической пневмоавтоматики для управления дискретными процессами в химических производствах и других отраслях промышленности : диссертация ... кандидата технических наук : 05.13.07. - Москва, 1973. - 189 с. : ил.

Сочинения:
- Развитие аппаратуры и расширение возможностей системы ЦИКЛ [Текст] / П. М. Атлас, И. В. Вайсер, В. В. Руднев [и др.] ; Ин-т проблем упр. - Препринт. - Москва : [б. и.], 1975. - 59 с. : ил.; 20 см.

Лауреат Ленинской премии (1964) — за участие в создании и внедрении унифицированной системы элементов промышленной пневмоавтоматики (УСЭППА).